# Georg von Wrangel
Le baron Georg von Wrangel (en russe : Егор Егорович Врангель), né le 21 avril 1827 à Tsarskoïe Selo et mort le 22 janvier 1875 à Saint-Pétersbourg est un baron germano-balte, sujet de l'Empire russe, conseiller secret, et sénateur de l'Empire.

## Biographie
Georg von Wrangel descend d'une famille allemande de la Baltique du gouvernement d'Estland, la famille von Wrangel. Son père est le baron Georg Gustav Ludwig von Wrangel (1784-1841), cadet de famille et professeur de droit né au château de Wrangelstein (aujourd'hui à Maidla en Estonie), et sa mère est née Prascovie Ilinitchna Yakovkina (1794-1858). Il s'agit donc, fait rare dans ce milieu, d'un mariage mixte entre un luthérien et une orthodoxe russe, mais issus chacun du milieu universitaire.
Il entre à la faculté de droit de Saint-Pétersbourg (École impériale de jurisprudence) et devient ensuite fonctionnaire au sénat, puis au ministère de la justice. Il y est vice-directeur, puis directeur de département. Il est nommé sénateur en 1867. Il fait partie des commissions chargées de la réforme des tribunaux, lancée par Alexandre II en 1864. Il fait aussi partie de la commission d'enquête sur la tentative d'assassinat contre l'empereur perpétrée par Dimitri Karakozov (1840-1866), le 4 avril 1866. Wrangel travaille sur la codification des ordonnances, concernant cette réforme, ainsi que son application dans le royaume du Congrès.
Il épouse la fille d'un conseiller d'État, Natalia Nikolaïevna Evreïnova (1837-1916) qui lui donne trois enfants baptisés dans la foi orthodoxe russe, Egor, Natalia et Vassili.

## Source
- (ru) Cet article est partiellement ou en totalité issu de l’article de Wikipédia en russe intitulé « Врангель, Егор Егорович » (voir la liste des auteurs).